# 台城站
台城站（：／ T'aesŏng yŏk */?）曾为朝鲜铁路平南线上的一个车站，位于南浦特别市江西区域台城里，废止时间不详。

## 历史
- 1910年10月16日：开始使用[1]。